# Coptotettix fuliginosus
Coptotettix fuliginosus är en insektsart som beskrevs av Bolívar, I. 1887. Coptotettix fuliginosus ingår i släktet Coptotettix och familjen torngräshoppor.

## Underarter
Arten delas in i följande underarter:
- C. f. abbreviatus
- C. f. fuliginosus